# Paul Raebel
Paul Alfred Raebel (* 12. Juni 1906 in Breslau; † 22. Mai 1980 in Hannover) war ein deutscher SS-Hauptsturmführer, Leiter des Zwangsarbeitslagers Kamionki und verurteilter Kriegsverbrecher.

## Leben
Raebel war Sohn eines Holzbildhauers. 1920 verzog die Familie von Breslau nach Landeshut. In Landeshut besuchte Raebel die Volksschule. Nach einer 1924 mit der Gesellenprüfung abgeschlossenen Lehre als Bau- und Maschinenschlosser arbeitete Raebel dann bis zu seiner Einberufung zur Wehrmacht im August 1939 in seinem Beruf.
Im Juni 1932 wurde er Mitglied der SS (SS-Nummer 41.435). Zum 1. September 1932 trat er der NSDAP bei (Mitgliedsnummer 1.294.384). Ab März 1936 arbeitete er in Kinderheilanstalten. Am 26. August 1939 wurde er zur Wehrmacht eingezogen. Aufgrund seiner SS-Zugehörigkeit wurde er nach kurzer Zeit zur Waffen-SS gezogen. Ab 7. Januar 1940 war er Fachführer beim Sonderdienst Lublin, zuletzt Sonderdienst-Kompanieführer. Ab Februar 1941 wurde er als Sonderdienst-Referent im Distrikt Radom eingesetzt. Am 21. Oktober 1941 wurde er zum SSPF Lemberg versetzt, wo er als Judenreferent tätig war. Zudem wurde er zum Leiter des Zwangsarbeitslagers Kamionki III in Pidwolotschysk ernannt, das von Mai 1942 bis 30. Juni 1943 betrieben wurde. Einen Tag vor der Schließung des Lagers am 29. Juni 1943 kam es zu Massenerschießungen von mindestens 438 Juden.
Nach der Liquidierung des Lagers kam Raebel zum HSSPF nach Krakau, wo er am 1. August 1943 die SS-Wacheinheit des KZ Plaszow übernahm. Im Zuge der Einschränkung des Verwaltungsdienstes zugunsten des Frontdienstes wurde er am 9. Oktober 1944 seiner Dienststellung als Fachführer enthoben und „in das Wehrverhältnis vor Einberufung zum Sonderdienst“ zurückversetzt. Er musste sich beim SS-Bataillon „Frundsberg“ in Brünn melden, gelangte aber auch dieses Mal nicht weiter, als bis zu Felddienstübungen auf einem Truppenübungsplatz. Dann berief man ihn Anfang 1945 zu der SS-Verwaltungsfachführerschule in Arolsen, mit der er am 29. März 1945 erstmals in seiner militärischen Laufbahn wirkliche Kampfhandlungen gegen eine durchgebrochene amerikanische Panzerspitze bestehen sollte. Er war jedoch schon nach dem ersten Tag amerikanischer Kriegsgefangener. Später wurde er in französischen Gewahrsam übergeben. Da er nicht die bei der SS übliche Blutgruppentätowierung hatte, glückte es ihm, als „Wehrmachtsgefreiter Peter Hering“ aufzutreten. Diesen Namen behielt er bei, auch als er im Mai 1947 in die Freiheit und in seinen Beruf als Schlosser zurückkehren konnte.
Raebel wurde in der Folge in Leonberg bei Stuttgart ansässig und fand Ende 1949 bei einer Stuttgarter Heizungs- und Entlüftungsanlagenbaufirma einen Arbeitsplatz, den er innehatte, bis am 14. Juni 1961 seine wahre Identität aufgedeckt und er in Untersuchungshaft genommen wurde. Am 15. Juli 1966 wurde er vom Landgericht Stuttgart wegen siebenfachen Mordes zu lebenslanger Zuchthausstrafe verurteilt. Im Jahre 1976 wurde er aus der Haft entlassen.